# グレートビクトリア砂漠
グレートビクトリア砂漠（グレートビクトリアさばく、英: Great Victoria Desert）は、オーストラリア南部、ウェスタンオーストラリア州とサウスオーストラリア州にまたがる砂漠。
ナラボー平原で海岸とは隔てられている。東西約700km。砂丘や草原が広がり、いくつかの塩湖がある。
他の砂漠と異なり、降水量は少ないものの年に200 - 250 mmはある。また、雷鳴を伴ったあらしが比較的よくおきる。夏の昼間の気温は32-40℃、冬は18-23℃で雪が降ることはない。
多くのアボリジニが住んでいる。
1875年、アーネスト・ジャイルズがヨーロッパ人で最初にこの砂漠を横断した。

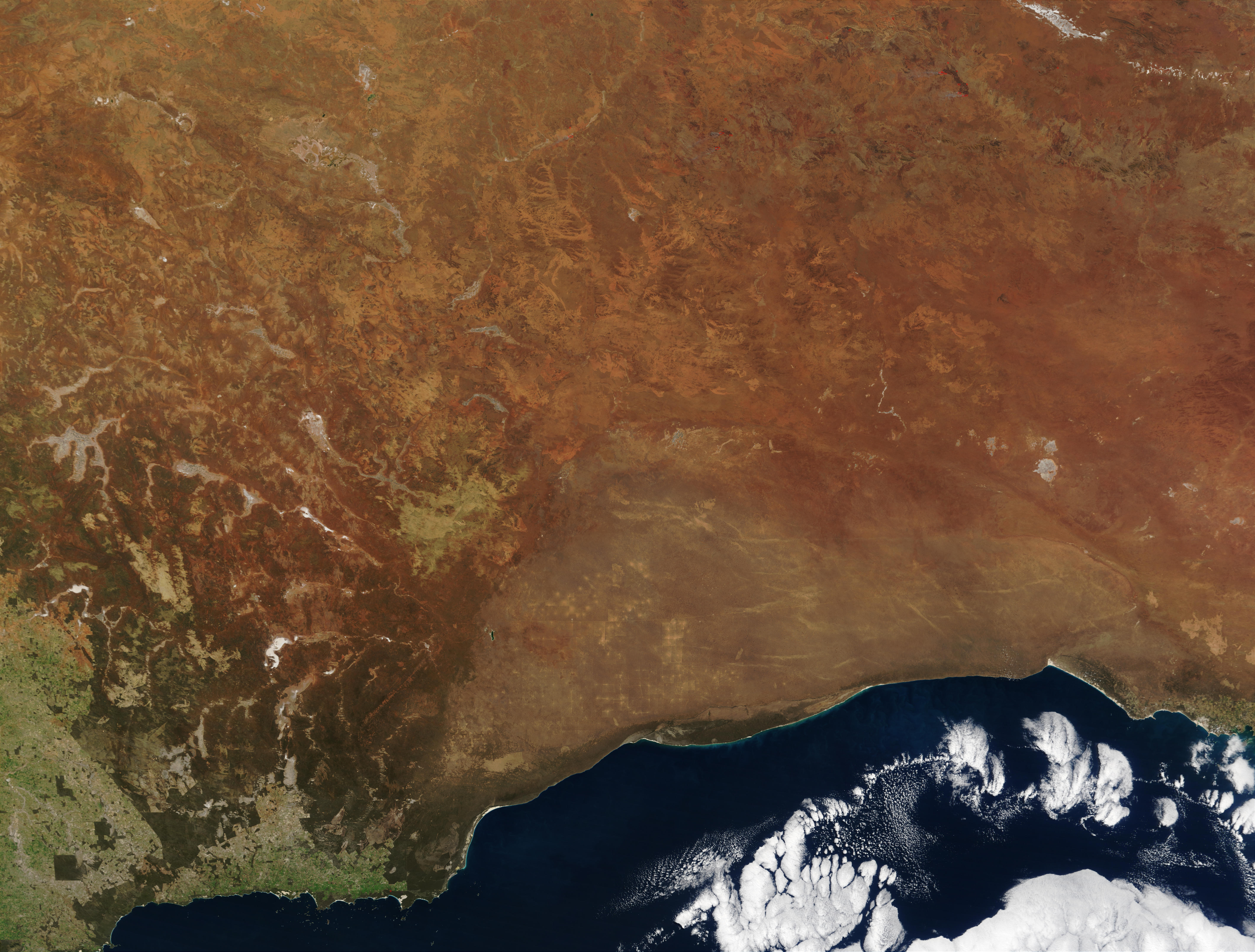
NASA衛星画像